# 15 października
15 października jest 288. (w latach przestępnych 289.) dniem w kalendarzu gregoriańskim. Do końca roku pozostaje 77 dni.

## Święta
- Imieniny obchodzą: Antioch, Bruno, Brunon, Drogosław, Drogosława, Eutymiusz, Filipa, Gościsława, Jadwiga (wspomnienie św. Jadwigi Śląskiej – przez katolików wspominanej 16 października – u luteranów), Leonard, Roger, Sewer, Tekla, Teodoryk i Teresa.
- Burkina Faso – rocznica zamachu stanu w 1987
- Międzynarodowe:
  - Europejski Dzień Walki z Rakiem Piersi
  - Światowy Dzień Białej Laski[1] (od 1964 roku święto osób niewidomych)[2]
  - Światowy Dzień Mycia Rąk[3] (od 2008 roku pod patronatem UNESCO)
  - Międzynarodowy Dzień Kobiet Wiejskich[4] (od 2008 roku)
- Polska:
  - Dzień Dziecka Utraconego (od 2004 z inicjatywy „Organizacji Rodziców po Stracie oraz Rodziców Dzieci Chorych – Dlaczego”)
  - Święto Wojsk Radiotechnicznych[5]
- Stany Zjednoczone – Dzień Pamięci Dzieci Nienarodzonych i Zmarłych
- Wspomnienia i święta w Kościele katolickim[6][7] obchodzą:
  - bł. Filipa de Chantemilan (dziewica)
  - św. Teresa z Ávili (Święta Teresa od Jezusa; doktor Kościoła, dziewica)
  - św. Sewer (biskup Trewiru)

## Wydarzenia w Polsce
- 1432 – Królestwo Polskie i Wielkie Księstwo Litewskie zawarły unię grodzieńską, będącą jednym z aktów unii polsko-litewskiej.
- 1526 – Król Zygmunt I Stary wprowadził pierwszą spośród siedmiu swoich ordynacji menniczych.
- 1578 – I wojna polsko-rosyjska: wojska rosyjskie rozpoczęły oblężenie Kiesi (obecnie Łotwa).
- 1592 – Król Zygmunt III Waza nadał prawa miejskie magdeburskie Czehryniowi (obecnie Ukraina).
- 1595 – Poświęcono kościół Wniebowzięcia Najświętszej Maryi Panny w Małogoszczu.
- 1654 – Poświęcono kościół św. Teresy w Wilnie.
- 1816 – W ramach Armii Królestwa Kongresowego utworzono żandarmerię.
- 1832 – W Królestwie Kongresowym weszła do obiegu moneta dwunominałowa 15 kopiejek – 1 złoty.
- 1861 – W Warszawie wojsko rosyjskie rozbiło demonstrację patriotyczną z okazji rocznicy śmierci Tadeusza Kościuszki.
- 1870 – W Krakowie ukazało się ostatnie wydanie tygodnika beletrystycznego „Kalina”.
- 1880 – Otwarto tunel pod Świerkową Kopą.
- 1903 – W Łodzi odbyła się premiera dramatu Śnieg Stanisława Przybyszewskiego.
- 1905 – Na posiedzeniu II Rady Partyjnej PPS w Mińsku Litewskim Organizacja Spiskowo-Bojowa PPS została przekształcona w Organizację Bojową PPS (zwaną również „Centralną Bojówką”). Szefem Wydziału Bojowego mianowano Józefa Piłsudskiego.
- 1911 – Ukazało się pierwsze wydanie czasopisma „Skaut”.
- 1922 – Na stacji kolejowej w Sapieżance koło Lwowa został zamordowany przez Ukraińską Organizację Wojskową kandydat w zbliżających się wyborach do Sejmu RP prof. Sydir Twerdochlib.
- 1933 – Reprezentacja Polski przegrała z Czechosłowacją 1:2 w rozegranym w Warszawie meczu eliminacyjnym do II Mistrzostw Świata w Piłce Nożnej we Włoszech.
- 1939:
  - Niemiecki Selbstschutz dokonał w lesie bratiańskim masowego mordu blisko 150 przedstawicieli polskiej elity intelektualnej i politycznej z ziemi lubawskiej.
  - Rząd niemiecki podjął uchwałę o utworzeniu Wielkiego Miasta Szczecin.
- 1941 – W Generalnym Gubernatorstwie wprowadzono karę śmierci dla Żydów opuszczających teren getta i dla Polaków udzielających Żydom schronienia.
- 1942:
  - Na wydmach Łuże w Puszczy Kampinoskiej Niemcy rozstrzelali 39 więźniów z Pawiaka.
  - Zostało zlikwidowane getto żydowskie w Krośniewicach, a jego mieszkańcy wywiezieni do obozu zagłady w Chełmnie nad Nerem i tam zamordowani.
- 1944 – Ukazało się pierwsze wydanie „Życia Warszawy”.
- 1945 – Została założona Akademia Sztuk Pięknych w Gdańsku.
- 1949:
  - Utworzono cztery pierwsze bataliony górnicze.
  - Zakończył się IV Międzynarodowy Konkurs Pianistyczny im. Fryderyka Chopina. Pierwszą nagrodę zdobyły ex aequo Halina Czerny-Stefańska z Polski i Bella Dawidowicz z ZSRR.
- 1950 – Związek Harcerstwa Polskiego został włączony w struktury Związku Młodzieży Polskiej.
- 1975 – Nastąpiło połączenie miast: Koźla, Kędzierzyna, Kłodnicy i Sławięcic oraz 3 wsi (Lenartowic, Miejsca Kłodnickiego i Cisowej) – początek istnienia miasta Kędzierzyn-Koźle.
- 1978 – Marek Kotański założył w Głoskowie (powiat garwoliński) pierwszy ośrodek Monaru.
- 1979:
  - Centrum Zdrowia Dziecka przyjęło pierwszego pacjenta.
  - Premiera filmu Aria dla atlety w reżyserii Filipa Bajona.
- 1981 – Z taśmy montażowej Fabryki Samochodów Małolitrażowych zjechał milionowy Fiat 126p.
- 1989 – W Szczecinie odsłonięto pomnik „Tym, którzy nie powrócili z morza”.
- 1990 – Premiera filmu Ucieczka z kina „Wolność” w reżyserii Wojciecha Marczewskiego.
- 1993 – Rozpoczęto produkcję samochodu dostawczego Lublin.
- 2004 – Premiera komediodramatu filmowego Wesele w reżyserii Wojciecha Smarzowskiego.
- 2005 – W Emilcinie na Lubelszczyźnie odsłonięto jedyny w kraju pomnik UFO.
- 2006 – Odbył się ostatni seans filmowy w warszawskim kinie „Relax”.
- 2007 – Ukazało się pierwsze wydanie dziennika „Polska”.
- 2016 – W Cieszynie odbyła się uroczysta sesja połączonych Synodów Kościoła Ewangelicko-Augsburskiego i Kościoła Ewangelicko-Reformowanego na której przyjęto brzmienie wspólnego przesłania z okazji 500-lecia Reformacji.
- 2023 – Odbyły się wybory parlamentarne i referendum ogólnokrajowe.

## Wydarzenia na świecie

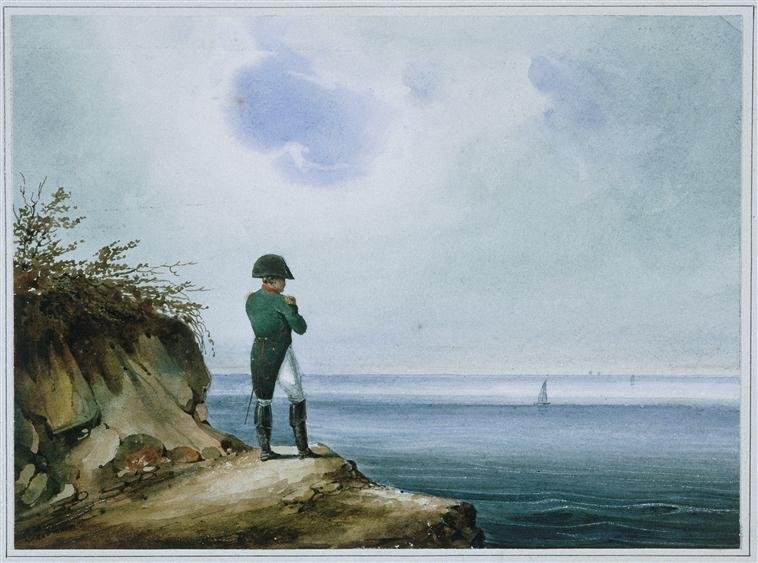
Napoleon Bonaparte na Wyspie Świętej Heleny

- 1080 – W trakcie walk o tron niemiecki została stoczona bitwa nad Elsterą.
- 1328 – W klasztorze św. Jakuba w Paryżu odbył się pogrzeb Klemencji Andegaweńskiej, drugiej żony zmarłego w 1316 roku króla Francji i Nawarry Ludwika X Kłótliwego.
- 1537 – Odbył się chrzest przyszłego króla Anglii Edwarda VI Tudora.
- 1576 – Zainaugurował działalność uniwersytet w niemieckim Helmstedt.
- 1582 – Ze względu na wprowadzenie kalendarza gregoriańskiego, 15 października we Francji, Hiszpanii, Italii, Portugalii i Rzeczypospolitej Obojga Narodów nastąpił po 4 października (ominięto 10 dat: od 5 października do 14 października).
- 1581 – W Paryżu odbyła się premiera widowiska Komiczny Balet Królowej.
- 1586 – Była królowa Szkotów Maria I Stuart stanęła przed angielskim sądem pod zarzutem zdrady.
- 1597 – Maksymilian I został księciem Bawarii.
- 1604 – Powstanie antyhabsburskie na Węgrzech: zwycięstwo powstańców w bitwie pod Álmosd.
- 1607 – Neofit II został po raz drugi ekumenicznym patriarchą Konstantynopola.
- 1669 – Cesarz Niemiec Leopold I Habsburg założył Uniwersytet w Innsbrucku.
- 1743 – Poświęcono bazylikę Narodzenia Najświętszej Maryi Panny w Isli na Malcie.
- 1760 – Wojna siedmioletnia: zwycięstwo wojsk francuskich nad brytyjsko-hanowersko-hesko-brunszwickimi w bitwie pod Kloster Kamp.
- 1778 – Wojna o niepodległość Stanów Zjednoczonych: niedaleko Little Egg Harbor w New Jersey Brytyjczycy dokonali masakry kilkudziesięciu żołnierzy Legionu Pułaskiego.
- 1783 – Francuz Jean-François Pilâtre de Rozier jako pierwszy człowiek na świecie wzleciał balonem (na uwięzi) na wysokość 20 metrów.
- 1793 – Rewolucja francuska: królowa Francji Maria Antonina (nazywana przez rewolucjonistów wdową Capet) została skazana na karę śmierci i ścięta na gilotynie następnego dnia.
- 1805 – III koalicja antyfrancuska: rozpoczęła się francusko-austriacka bitwa pod Ulm.
- 1810 – Wojna na Półwyspie Iberyjskim: pod Fuengirolą 4. Pułk Piechoty Księstwa Warszawskiego wraz z dragonami francuskimi odparli atak brytyjskiego korpusu ekspedycyjnego i hiszpańskich partyzantów.
- 1815 – HMS „Northumberland” z zesłanym Napoleonem Bonaparte dopłynął na Wyspę Świętej Heleny.
- 1818 – Założono Kurlandzkie Muzeum Prowincjonalne w Mitawie (Jełgawie).
- 1819 – Kapitan William Smith odkrył Desolation Island w archipelagu Szetlandów Południowych.
- 1831 – W Irlandii utworzono rządową agencję ochrony i konserwacji zabytków Office of Public Works.
- 1840 – Na Wyspie Świętej Heleny odbyła się ekshumacja zwłok Napoleona Bonapartego, które następnie przeniesiono na francuski statek i przewieziono do Francji.
- 1863 – Wojna secesyjna: zatonął konfederacki okręt podwodny „H.L. Hunley” wraz z ośmioosobową załogą.
- 1882 – Uruchomiono komunikację tramwajową w niemieckim Halle.
- 1888 – Kuba Rozpruwacz wysłał do szefa Komitetu Czujności Dzielnicy Whitechapel George’a Luska tzw. list „Z piekieł” wraz z fragmentem nerki jednej ze swych ofiar.
- 1894 – Francuski oficer pochodzenia żydowskiego Alfred Dreyfus został aresztowany pod fałszywym zarzutem szpiegostwa na rzecz Niemiec.
- 1897 – W Belgii ustanowiono Order Korony.
- 1902 – Zwodowano francuski niszczyciel „Javeline”.
- 1904:
  - Flota Bałtycka (sformowana w Drugą Eskadrę Pacyfiku) opuściła port w Lipawie, aby wspomóc siły rosyjskie w wojnie z Japonią. Po siedmiomiesięcznym rejsie została doszczętnie rozbita w bitwie pod Cuszimą.
  - Fryderyk August II został królem Saksonii.
- 1910 – Założono argentyński klub sportowy Olimpo Bahía Blanca.
- 1911 – Zwodowano włoski pancernik „Giulio Cesare”.
- 1913 – Zwodowano francuski niszczyciel „Protet”.
- 1914 – I wojna światowa: brytyjski krążownik pancernopokładowy HMS „Hawke” został zatopiony przez niemiecki okręt podwodny U-9. Zginęło 527 członków załogi (w tym dowódca), uratowano ok. 70.
- 1917:
  - I wojna światowa: skazana na karę śmierci za szpiegostwo na rzecz Niemiec holenderska tancerka Mata Hari została rozstrzelana przez francuski pluton egzekucyjny w koszarach w Vincennes.
  - Papież Benedykt XV założył Papieski Instytut Wschodni.
- 1920 – Wojna polsko-sowiecka: grupa płka Gustawa Paszkiewicza zdobyła Mińsk, jednak następnego dnia dowódca otrzymał rozkaz opuszczenia miasta, które zgodnie z rokowaniami pozostawało w granicach Rosji Sowieckiej.
- 1922 – Ferdynand I i Maria Koburg zostali koronowani na króla i królową Rumunii.
- 1925 – W Kopenhadze założono klub piłkarski Hvidovre IF.
- 1928 – Sterowiec Graf Zeppelin pomyślnie zakończył swój pierwszy lot transatlantycki, cumując w Lakehurst w stanie New Jersey.
- 1930 – Powstała Homelska Fabryka Maszyn Rolniczych.
- 1932 – Odbył się inauguracyjny lot linii lotniczych Tata Airlines (obecnie Air India).
- 1937 – Dokonano oblotu samolotu bombowego dalekiego zasięgu Boeing XB-15.
- 1938:
  - Dokonano oblotu brytyjskiego samolotu bombowo-torpedowego Bristol Beaufort.
  - W Dreźnie odbyła się premiera opery Dafne Richarda Straussa.
- 1939 – Otwarto Port lotniczy Nowy Jork-LaGuardia.
- 1940:
  - Kampania śródziemnomorska: włoski okręt podwodny „Enrico Toti” zatopił w Zatoce Tarenckiej brytyjską jednostkę tej samej klasy HMS „Triad” wraz z całą, 59-osobową załogą.
  - Premiera filmu Dyktator w reżyserii Charliego Chaplina.
- 1941:
  - Atak Niemiec na ZSRR: w trakcie bitwy pod Moskwą Józef Stalin nakazał ewakuację funkcjonariuszy partii komunistycznej, Stawki i różnych biur rządowych do Kujbyszewa (obecnie Samara), pozostawiając za sobą jedynie ograniczoną liczbę urzędników.
  - W odwecie za atak partyzantów na niemiecki garnizon, w którym zginęło 10, a rannych zostało 14 Niemców, żołnierze Wehrmachtu rozpoczęli sześciodniową masakrę ok. 2 tys. mieszkańców serbskiego miasta Kraljevo.
  - Został aresztowany Hotsumi Ozaki, japoński dziennikarz, komunista i informator radzieckiego szpiega Richarda Sorgego, którego aresztowano 18 października.
- 1942 – Wojna na Pacyfiku: u wybrzeży wyspy San Cristobal japońskie samoloty zatopiły niszczyciel USS „Meredith”, w wyniku czego zginęło 180 spośród 261 członków załogi.
- 1943 – W katastrofie należącego do American Airlines Douglasa DC-3 pod Centerville w stanie Tennessee zginęło wszystkich 11 osób na pokładzie.
- 1944:
  - W Brunszwiku około 2600 osób zginęło wskutek burzy ogniowej wywołanej alianckim nalotem bombowym.
  - Wojska niemieckie obaliły regenta Królestwa Węgier admirała Miklósa Horthyego, który usiłował zawrzeć separatystyczny pokój ze ZSRR (operacja „Panzerfaust”).
- 1945 – We Fresnes został rozstrzelany Pierre Laval, szef kolaboracyjnego francuskiego rządu Vichy.
- 1946 – W noc poprzedzającą wykonanie kary śmierci Hermann Göring popełnił samobójstwo w więzieniu w Norymberdze poprzez połknięcie kapsułki z cyjankiem potasu.
- 1950 – W NRD odbyły się pierwsze wybory do Izby Ludowej.
- 1951 – Amerykańska stacja CBS rozpoczęła emisję serialu komediowego Kocham Lucy.
- 1956 – Niemka Petra Schürmann zdobyła w Londynie tytuł Miss World 1956.
- 1959:
  - 8 osób zginęło w wyniku zderzenia nad Hardinsburgiem w stanie Kentucky transponującego dwie bomby atomowe bombowca Boeing B-52 Stratofortress z samolotem-cysterną.
  - Ukraiński nacjonalista Stepan Bandera został zamordowany w Monachium przez agenta KGB Bohdana Staszynskiego.
- 1960 – W Argentynie utworzono Park Narodowy Ziemi Ognistej.
- 1962 – Rozpoczął się kryzys kubański.
- 1963:
  - Bella Unión w Urugwaju otrzymało prawa miejskie.
  - Gen. Park Chung-hee wygrał wybory prezydenckie w Korei Południowej.
  - Pierwszy kanclerz RFN Konrad Adenauer podał się do dymisji po 14 latach rządów.
- 1964:
  - Oddano do eksploatacji Rurociągu „Przyjaźń”.
  - Partia Pracy wygrała wybory parlamentarne w Wielkiej Brytanii.
- 1969 – Prezydent Somalii Abdirashid Ali Shermarke został zastrzelony w mieście Laas Caanood przez swego ochroniarza.
- 1970 – Anwar as-Sadat został prezydentem Egiptu.
- 1971 – Rozpoczęto seryjną produkcję jugosłowiańskiego samochodu osobowego Zastava 101.
- 1975 – Brazylijczyk João Carlos de Oliveira ustanowił w mieście Meksyk rekord świata w trójskoku (17,89 m).
- 1976 – Walter Mondale i Robert Dole starli się w Houston w Teksasie w pierwszej w historii debacie telewizyjnej między kandydatami na urząd wiceprezydenta USA.
- 1979 – Prezydent Salwadoru Carlos Humberto Romero został obalony przez armię.
- 1980 – W Namur po raz pierwszy zebrał się parlament Walonii.
- 1985 – Przyjęto Europejską Kartę Samorządu Lokalnego.
- 1986 – 11 żołnierzy zginęło w katastrofie wojskowego samolotu CASA pod Cabildo w Chile.
- 1987 – Prezydent Burkiny Faso Thomas Sankara zginął w wojskowym zamachu stanu kierowanym przez Blaise’a Compaoré, który zajął jego miejsce.
- 1990 – Prezydent ZSRR Michaił Gorbaczow został laureatem Pokojowej Nagrody Nobla.
- 1993:
  - Nelson Mandela i prezydent RPA Frederik Willem de Klerk zostali laureatami Pokojowej Nagrody Nobla.
  - W Las Vegas otwarto Hotel Luksor.
- 1997:
  - Były prezydent gen. Denis Sassou-Nguesso przejął siłą władzę w Kongu, obalając demokratycznie wybranego Pascala Lissoubę.
  - Na pustyni w Nevadzie brytyjski kierowca Andy Green na samochodzie z napędem odrzutowym Thrust SSC przekroczył po raz pierwszy barierę dźwięku na pojeździe naziemnym.
  - W kierunku Saturna została wystrzelona sonda Cassini-Huygens.
- 1998 – Gen. Émile Lahoud został wybrany przez Zgromadzenie Narodowe na urząd prezydenta Libanu.
- 2003:
  - Chiny jako trzeci kraj wystrzeliły załogowy statek kosmiczny (Shenzhou 5).
  - İlham Əliyev zwyciężył w wyborach prezydenckich w Azerbejdżanie.
- 2005:
  - Nad zachodnim Atlantykiem uformował się huragan Wilma.
  - Obywatele Iraku przyjęli w referendum nową konstytucję.
- 2007 – Pierwszy egzemplarz największego samolotu pasażerskiego świata Airbus A380 wszedł do służby w barwach Singapore Airlines.
- 2008 – Urzędujący prezydent İlham Əliyev zwyciężył w wyborach prezydenckich w Azerbejdżanie.
- 2011 – W Moskwie odsłonięto pierwszy w Rosji pomnik Jana Pawła II.
- 2013 – Antje Jackelén została wybrana na arcybiskupa Uppsali i pierwszą kobietę-prymasa w historii Kościoła Szwecji.
- 2014 – Filipe Nyusi wygrał w I turze wybory prezydenckie w Mozambiku.
- 2016 – Wszedł do służby prototypowy amerykański niszczyciel USS „Zumwalt”.
- 2017 – Sooronbaj Dżeenbekow wygrał w pierwszej turze wybory prezydenckie w Kirgistanie.
- 2020 – Na skutek protestów społecznych, po sfałszowanych wg opozycji wyborach parlamentarnych z 4 października, Sooronbaj Dżeenbekow ustąpił ze stanowiska prezydenta Kirgistanu, a p.o. prezydenta został premier Sadyr Dżaparow.
- 2021 – Czterech zamachowców-samobójców wysadziło się w szyickim meczecie w Kandaharze w Afganistanie, zabijając 65 i raniąc ponad 70 osób.
- 2022 – Inwazja Rosji na Ukrainę: co najmniej 11 osób zginęło, a 15 zostało rannych po tym, jak dwóch żołnierzy otworzyło ogień do grupy ochotników na rosyjskim poligonie w obwodzie biełgordzkim.

## Urodzili się
- 70 p.n.e. – Wergiliusz, rzymski poeta (zm. 19 p.n.e.)
- 1265 – Temür Öldżejtü, chan mongolski, cesarz Chin (zm. 1307)
- 1290 – Anna Przemyślidka, królowa czeska, tytularna królowa polska (zm. 1313)
- 1440 – Henryk III Bogaty, landgraf Górnej Hesji (zm. 1483)
- 1470 – Mutianus Rufus, niemiecki humanista, pisarz (zm. 1526)
- 1527 – Maria Manuela, infantka portugalska, księżna Asturii (zm. 1545)
- 1542 – Akbar, władca Imperium Mogołów w Indiach (zm. 1605)
- 1564 – Henryk Juliusz, książę Brunszwiku-Wolfenbüttel, dramatopisarz (zm. 1613)
- 1566 – Sygryda Wazówna, szwedzka królewna (zm. 1633)
- 1571 – Jacob Matham, holenderski miedziorytnik (zm. 1631)
- 1586 – Valerian von Magnis, włoski kapucyn, dyplomata cesarski (zm. 1661)
- 1599 – Cornelis de Graeff, holenderski polityk, dyplomata (zm. 1664)
- 1605 – Maria de Montpensier, francuska arystokratka (zm. 1627)
- 1608 – Evangelista Torricelli, włoski fizyk, matematyk, wykładowca akademicki (zm. 1647)
- 1632 – Opizio Pallavicini, włoski duchowny katolicki, arcybiskup Spoleto, arcybiskup Osimo, nuncjusz apostolski, kardynał (zm. 1700)
- 1662 – Fernão Teles da Silva, portugalski arystokrata, historyk, dyplomata (zm. 1734)
- 1672 – Adelajda Ludwika Sobieska, polska królewna (zm. 1677)
- 1686 – Allan Ramsay, szkocki poeta (zm. 1758)
- 1701 – Maria Małgorzata d’Youville, kanadyjska zakonnica, święta (zm. 1771)
- 1711 – Elżbieta Teresa, księżniczka Lotaryngii, królowa Sardynii (zm. 1741)
- 1713 – Girolamo Spinola, włoski kardynał, nuncjusz apostolski (zm. 1784)
- 1725:
  - Luigi Valenti Gonzaga, włoski kardynał, nuncjusz apostolski (zm. 1808)
  - Franciszek Antoni Kwilecki, polski szlachcic, polityk, dyplomata, uczestnik konfederacji barskiej (zm. 1794)
- 1742 – Alexander Heinrich von Thile, pruski generał porucznik (zm. 1812)
- 1743 – Jakow Bułhakow, rosyjski dyplomata (zm. 1809)
- 1746 – Leonard Neale, amerykański duchowny katolicki, arcybiskup metropolita Baltimore (zm. 1817)
- 1747 – Tadeusz Kundzicz, polski duchowny katolicki, biskup pomocniczy wileński (zm. 1829)
- 1748 – Walter Bowie, amerykański polityk, kongresmen (zm. 1809)
- 1756 – Patrício da Silva, portugalski duchowny katolicki, arcybiskup Évory, patriarcha Lizbony, kardynał (zm. 1840)
- 1772 – Paul-Thérèse-David d’Astros, francuski duchowny katolicki, biskup Tuluzy, kardynał (zm. 1851)
- 1774 – Antoni Darewski, polski generał brygady (zm. 1838)
- 1775 – Bernhard Henrik Crusell, fiński klarnecista, kompozytor (zm. 1838)
- 1784 – Thomas-Robert Bugeaud, francuski generał, marszałek Francji (zm. 1849)
- 1785 – José Miguel Carrera, chilijski generał, polityk, prezydent Pierwszej Chilijskiej Rady Rządzącej (zm. 1821)
- 1786 – Giovanni Serafini, włoski kardynał (zm. 1855)
- 1795:
  - Prospero Caterini, włoski kardynał (zm. 1881)
  - Fryderyk Wilhelm IV Hohenzollern, król Prus (zm. 1861)
- 1796 – Toma Polianśkyj, ukraiński duchowny greckokatolicki, biskup przemyski, polityk (zm. 1869)
- 1802 – Louis-Eugène Cavaignac, francuski generał, polityk, premier Francji (zm. 1857)
- 1805 – Wilhelm von Kaulbach, niemiecki malarz (zm. 1874)
- 1808 – Moritz Schreber, niemiecki lekarz (zm. 1861)
- 1809:
  - Chaczatur Abowian, ormiański poeta, prozaik, etnograf, pedagog, działacz społeczny (zm. 1848)
  - Aleksiej Kolcow, rosyjski poeta, kupiec (zm. 1842)
  - Friedrich Adolf Philippi, niemiecki teolog luterański (zm. 1882)
- 1810:
  - Ludwik Edward Helcel, polski bankier, polityk, samorządowiec, wiceprezydent Krakowa (zm. 1872)
  - Konstanty Julian Ordon, polski i włoski oficer (zm. 1887)
- 1811 – Maximilian Duncker, niemiecki historyk, polityk (zm. 1886)
- 1814 – Michaił Lermontow, rosyjski prozaik, dramaturg (zm. 1841)
- 1815:
  - Moritz Brosig, niemiecki organista, kompozytor (zm. 1887)
  - Bolesław Jaxa-Rożen, polski ziemianin, powstaniec (zm. 1883)
  - Franciszek Żygliński, polski malarz, poeta (zm. 1849)
- 1816 – Henri Dupuy de Lôme, francuski konstruktor okrętów (zm. 1885)
- 1817 – Jankiel Gutsztadt, polski kupiec, księgarz pochodzenia żydowskiego (zm. 1890)
- 1818 – Irvin McDowell, amerykański generał (zm. 1885)
- 1820 – Józefa Dobieszewska, polska pisarka, publicystka (zm. 1899)
- 1821 – Moritz Hartmann, niemiecki poeta, rewolucjonista, polityk (zm. 1872)
- 1822 – Edmund Chojecki, polski dziennikarz, publicysta, poeta, podróżnik (zm. 1899)
- 1824 – Benoît-Marie Langénieux, francuski duchowny katolicki, arcybiskup Reims, kardynał (zm. 1905)
- 1825:
  - Maria Fryderyka, księżniczka pruska, królowa bawarska (zm. 1889)
  - Kazimierz Szulc, polski etnograf, publicysta, działacz społeczny (zm. 1887)
- 1827 – Mihály Zichy, węgierski malarz, ilustrator (zm. 1906)
- 1829 – Asaph Hall, amerykański astronom (zm. 1907)
- 1830:
  - Zygmunt Szułdrzyński, polski ziemianin, polityk, działacz społeczny (zm. 1918)
  - Peter Wirth, niemiecki tercjarz franciszkański (zm. 1871)
- 1832:
  - Nikołaj Tichonrawow, rosyjski historyk literatury, filolog, archeograf (zm. 1893)
  - Friedrich Tietjen, niemiecki astronom (zm. 1895)
- 1833:
  - Johannes Dumichen, niemiecki egiptolog (zm. 1894)
  - Frederick Guthrie, brytyjski chemik, fizyk, pisarz (zm. 1886)
- 1836:
  - Wilhelm Holtz, niemiecki fizyk, wynalazca (zm. 1913)
  - James Tissot, francuski malarz (zm. 1902)
- 1837 – Leo Koenigsberger, niemiecki matematyk, wykładowca akademicki pochodzenia żydowskiego (zm. 1921)
- 1839 – William Humphreys Jackson, amerykański przedsiębiorca, polityk (zm. 1915)
- 1840:
  - Edmund Fryk, litewski architekt (zm. 1920)
  - Honoré Mercier, kanadyjski prawnik, publicysta, polityk, premier Quebecu (zm. 1894)
  - Henryk de Ossó Cervelló, hiszpański duchowny katolicki, święty (zm. 1896)
  - Ferdinand Sarrien, francuski polityk, premier Francji (zm. 1915)
- 1844 – Friedrich Nietzsche, niemiecki filozof, filolog klasyczny, prozaik, poeta (zm. 1900)
- 1847:
  - Ralph Albert Blakelock, amerykański malarz (zm. 1919)
  - Tadeusz Browicz, polski lekarz, anatomopatolog (zm. 1928)
  - Kostiantyn Czechowycz, ukraiński duchowny greckokatolicki, biskup przemyski, polityk (zm. 1915)
- 1848 – Harmon Northrop Morse, amerykański chemik (zm. 1920)
- 1850 – Wiktor Czarnecki, polski hrabia, prawnik, historyk (zm. 1916)
- 1852 – Elimar Klebs, niemiecki historyk, wykładowca akademicki (zm. 1918)
- 1854 – James Edward Quigley, amerykański duchowny katolicki pochodzenia kanadyjskiego, arcybiskup Chicago (zm. 1915)
- 1856 – Maria del Carmen de Sojo Ballester, hiszpańska tercjarka karmelitańska, Służebnica Boża (zm. 1890)
- 1857 – Robert Nivelle, francuski generał (zm. 1924)
- 1858:
  - George Gordon Coulton, angielski historyk (zm. 1947)
  - William Sims, amerykański admirał (zm. 1936)
  - John L. Sullivan, amerykański bokser pochodzenia irlandzkiego (zm. 1918)
- 1859:
  - Augusta Déjerine-Klumpke, francuska neurolog (zm. 1927)
  - Kosta Chetagurow, osetyjski prozaik, poeta, malarz, publicysta, działacz społeczny (zm. 1906)
- 1861 – Alexander Neumann, austriacki architekt pochodzenia żydowskiego (zm. 1947)
- 1864:
  - Anna Haava, estońska poetka, tłumaczka (zm. 1957)
  - Lorenzo Lauri, włoski kardynał (zm. 1941)
- 1866 – Franciszek Roth, polski rzeźbiarz, przedsiębiorca (zm. 1935)
- 1870:
  - Malwina Garfeinowa-Garska, polska pisarka, publicystka, tłumaczka, krytyk literacka (zm. 1932)
  - Henryk Stifelman, polski architekt, budowniczy, działacz charytatywny pochodzenia żydowskiego (zm. 1938)
- 1872:
  - Wilhelm Miklas, austriacki polityk, prezydent Austrii (zm. 1956)
  - Edith Wilson, amerykańska pierwsza dama (zm. 1961)
- 1874:
  - Tadeusz Breyer, polski rzeźbiarz, medalier (zm. 1952)
  - Ferdynand Dyrna, polski pisarz ludowy, dramaturg, aktor, malarz, działacz kultury (zm. 1957)
  - Selma Kurz, austriacka śpiewaczka operowa (sopran) (zm. 1933)
  - Constantin Parhon, rumuński lekarz, biolog, polityk, prezydent Rumunii (zm. 1969)
  - Alfred von Sachsen-Coburg-Gotha, członek brytyjskiej rodziny królewskiej (zm. 1899)
- 1876:
  - Jean Price-Mars, haitański pisarz, lekarz (zm. 1969)
  - Zofia Ximénez Ximénez, hiszpańska działaczka Akcji Katolickiej, męczennica, błogosławiona (zm. 1936)
- 1878 – Paul Reynaud, francuski polityk, premier Francji (zm. 1966)
- 1879 – Amelia Hertzówna, polska historyk kultury, dramatopisarka (zm. 1942)
- 1880:
  - Witold Broniewski, polski metaloznawca, metalurg, wykładowca akademicki, polityk, minister robót publicznych (zm. 1939)
  - Herman Glass, amerykański gimnastyk (zm. 1961)
  - Musa Juka, albański polityk (zm. 1955)
  - Jan Nowak, polski geolog, paleontolog, wykładowca akademicki (zm. 1940)
  - Marie Stopes, szkocka paleobiolog, feministka (zm. 1958)
- 1881:
  - Frederick McCarthy, kanadyjski kolarz torowy (zm. 1974)
  - Wincenty Sales Genovés, hiszpański jezuita, męczennik, błogosławiony (zm. 1936)
  - P.G. Wodehouse, brytyjski pisarz (zm. 1975)
- 1882:
  - Ignacy Blaschke, polski rzeźbiarz (zm. 1943)
  - Leon Brun, polski dziennikarz, krytyk filmowy, scenarzysta filmowy (zm. 1939)
- 1884 – Blind Lemon Jefferson, amerykański muzyk bluesowy (zm. 1929)
- 1885:
  - Euzebiusz Huchracki, polski duchowny katolicki, franciszkanin, Sługa Boży (zm. 1942)
  - Tadeusz Tempka, polski hematolog (zm. 1974)
- 1888 – Leif Erichsen, norweski żeglarz sportowy (zm. 1924)
- 1892:
  - Eugeniusz Lityński, polski major piechoty (zm. 1940)
  - Perec Opoczyński, polski dziennikarz, reporter, pisarz pochodzenia żydowskiego (zm. 1943)
  - Alberts Rumba, łotewski łyżwiarz szybki, trener (zm. 1962)
- 1893:
  - Karol II Hohenzollern-Sigmaringen, król Rumunii (zm. 1953)
  - Tadeusz Pluciński, polski kapitan, działacz niepodległościowy (zm. 1940)
- 1894:
  - Zygmunt Kaczyński, polski duchowny katolicki, polityk, minister wyznań religijnych i oświecenia publicznego w Rządzie RP na uchodźstwie (zm. 1953)
  - Mosze Szaret, izraelski polityk, premier Izraela (zm. 1965)
- 1895 – Alfred Neumann, niemiecki pisarz (zm. 1952)
- 1896 – Celestyn Freinet, francuski pedagog (zm. 1966)
- 1897 – Ilja Ilf, rosyjski pisarz (zm. 1937)
- 1898:
  - Boughera El Ouafi, francuski lekkoatleta, maratończyk pochodzenia algierskiego (zm. 1959)
  - Edward Mazurkiewicz, polski kancelista, plutonowy rezerwy (zm. ?)
- 1899:
  - Adolf Brudes, niemiecki kierowca wyścigowy (zm. 1986)
  - José Guizado, panamski polityk, prezydent Panamy (zm. 1964)
- 1900:
  - Jadwiga Chamiec, polska pisarka (zm. 1995)
  - Fritz Feld, niemiecko-amerykański aktor (zm. 1993)
  - Stanisław Kuniczak, polski generał brygady (zm. 1974)
  - Mervyn LeRoy, amerykański reżyser i producent filmowy (zm. 1987)
- 1901:
  - Iwan Driomow, radziecki generał porucznik wojsk pancernych (zm. 1983)
  - Enrique Jardiel Poncela, hiszpański dramaturg, prozaik (zm. 1952)
  - Kid Kaplan, amerykański bokser pochodzenia żydowskiego (zm. 1970)
  - Jadwiga Kiewnarska, polska pisarka, felietonistka (zm. 1938)
  - Alojzy Poszwa, polski duchowny katolicki, działacz społeczny, socjolog, wykładowca akademicki (zm. 1979)
  - Halina Turska, polska językoznawczyni, wykładowczyni akademicka (zm. 1979)
- 1902:
  - Jadwiga Bobińska, polska inżynier chemik, członkini AK (zm. 1943)
  - Amparo Poch y Gascón, hiszpańska lekarka, pisarka, poetka, anarchistka, pacyfistka (zm. 1968)
  - Andrij Sztoharenko, ukraiński kompozytor, pedagog (zm. 1992)
- 1903:
  - Erik Anker, norweski przedsiębiorca, żeglarz sportowy (zm. 1994)
  - Edmund Maćkowiak, polski chórmistrz, kompozytor (zm. 1971)
  - Eduard Päll, estoński pisarz, językoznawca, literaturoznawca, polityk komunistyczny (zm. 1989)
  - Marek Przeworski, polski wydawca, księgarz pochodzenia żydowskiego (zm. 1943)
- 1904:
  - Maurice Ducos, francuski pływak, olimpijczyk (zm. 1983)
  - Helena Getterowa, polska działaczka kulturalna i oświatowa (zm. 1982)
  - Anatol Listowski, polski gleboznawca (zm. 1987)
  - Jacek Puget, polski rzeźbiarz, wykładowca akademicki (zm. 1977)
- 1905:
  - Tadeusz Borysewicz, polski tłumacz (zm. 1973)
  - Gustav Gerneth, niemiecki mechanik, superstulatek (zm. 2019)
  - Hanna Mortkowicz-Olczakowa, polska poetka, pisarka (zm. 1968)
  - Zenon Pokrywczyński, polski malarz, pedagog (zm. 1992)
  - Angelo Schiavio, włoski piłkarz (zm. 1990)
  - C.P. Snow, brytyjski fizykochemik, pisarz, urzędnik państwowy (zm. 1980)
- 1906:
  - Hiram Fong, amerykański polityk, senator (zm. 2004)
  - August Lösch, niemiecki ekonomista, teoretyk kultury (zm. 1945)
  - Pinchas Sapir, izraelski polityk (zm. 1975)
- 1907:
  - John Francis Dearden, amerykański duchowny katolicki, arcybiskup Detroit, kardynał (zm. 1988)
  - Varian Fry, amerykański dziennikarz (zm. 1967)
  - Tadeusz Sułkowski, polski podporucznik, poeta, prozaik, krytyk literacki, dziennikarz (zm. 1960)
- 1908:
  - Osborne Anderson, amerykański hokeista pochodzenia norweskiego (zm. 1989)
  - John Kenneth Galbraith, amerykańsko-kanadyjski ekonomista (zm. 2006)
- 1909:
  - Samuel Balter, amerykański koszykarz (zm. 1998)
  - Jesse Greenstein, amerykański astronom (zm. 2002)
  - Michał Grynberg, polski historyk pochodzenia żydowskiego, wykładowca akademicki (zm. 2000)
- 1910:
  - Jan Węgrowski, polski bokser (zm. 1945)
  - Janusz Wieczorek, polski prawnik, działacz państwowy, szef URM (zm. 1981)
- 1911:
  - Manuel da Fonseca, portugalski pisarz (zm. 1993)
  - Józef Mitkowski, polski historyk, mediewista (zm. 1980)
  - James H. Schmitz, amerykański pisarz (zm. 1981)
  - Gustav Wetterström, szwedzki piłkarz (zm. 1991)
- 1912:
  - Jan Czeredys, polski major (zm. 1948)
  - Jadwiga Jędrzejowska, polska tenisistka (zm. 1980)
  - Nellie Lutcher, amerykańska wokalistka i pianistka jazzowa (zm. 2007)
  - Štefan Peciar, słowacki językoznawca, wykładowca akademicki (zm. 1989)
  - Helena Zand, polska historyk ruchu robotniczego, wykładowczyni akademicka (zm. 1983)
- 1913:
  - Martti Lauronen, fiński biegacz narciarski (zm. 1987)
  - Wolfgang Lüth, niemiecki dowódca okrętów podwodnych (zm. 1945)
  - Xi Zhongxun, chiński polityk komunistyczny (zm. 2002)
- 1914 – Evžen Rošický, czeski lekkoatleta, sprinter i średniodystansowiec, dziennikarz (zm. 1942)
- 1915:
  - Peter Horn, duński pilot wojskowy, as myśliwski (zm. 1983)
  - Franciszek Karpa, polski major, działacz kombatancki (zm. 2019)
  - Icchak Szamir, izraelski polityk, premier Izraela (zm. 2012)
- 1916:
  - Hasan Guled Aptidon, dżibutyjski polityk, premier i prezydent Dżibuti (zm. 2006)
  - Yasuji Miyazaki, japoński pływak (zm. 1989)
- 1917:
  - Edward Apa, polski aktor, reżyser teatralny (zm. 1980)
  - Zoltán Fábri, węgierski reżyser filmowy (zm. 1994)
  - Mieczysław Jankowski, polski tancerz (zm. 2005)
  - Arthur M. Schlesinger Jr., amerykański historyk, wykładowca akademicki pochodzenia żydowskiego (zm. 2007)
- 1918 – Tadeusz Hankiewicz, polski podpułkownik, polityk, dyplomata (zm. 1995)
- 1919:
  - Dimityr Dojczinow, bułgarski piłkarz, trener (zm. 2011)
  - Chuck Stevenson, amerykański kierowca wyścigowy (zm. 1995)
- 1920:
  - Erzsébet Balázs, węgierska gimnastyczka (zm. 2014)
  - Miguel Busquets, chilijski piłkarz (zm. 2002)
  - Kazimierz Iwor, polski aktor (zm. 1982)
  - Antoni Podraza, polski historyk, wykładowca akademicki, działacz ruchu ludowego i laickiego (zm. 2008)
  - Mario Puzo, amerykański pisarz pochodzenia włoskiego (zm. 1999)
  - Henri Verneuil, francuski reżyser i producent filmowy pochodzenia ormiańskiego (zm. 2002)
- 1921:
  - Angelica Adelstein-Rozeanu, rumuńska tenisistka stołowa (zm. 2006)
  - Seymour Benzer, amerykański biolog molekularny, fizyk (zm. 2007)
  - Hoimar von Ditfurth, niemiecki neurolog, psychiatra, pisarz (zm. 1989)
  - Wiktor Golde, polski biocybernetyk, wykładowca akademicki (zm. 1983)
  - Zbigniew Kamykowski, polski artysta fotograf (zm. 1998)
  - Al Pease, kanadyjski kierowca wyścigowy (zm. 2014)
  - Fernando Roldán, chilijski piłkarz (zm. 2019)
  - Edmund Soja, polski generał brygady (zm. 1977)
- 1922:
  - Aleksander Gella, polski socjolog (zm. 2014)
  - Luigi Giussani, włoski duchowny katolicki (zm. 2005)
- 1923:
  - Italo Calvino, włoski pisarz (zm. 1985)
  - Vittorio De Seta, włoski reżyser filmowy (zm. 2011)
  - Uziel Gal, izraelski konstruktor broni palnej (zm. 2002)
- 1924:
  - Lee Iacocca, amerykański menedżer przemysłu samochodowego (zm. 2019)
  - Mark Lenard, amerykański aktor (zm. 1996)
  - Douglas Reeman, brytyjski pisarz (zm. 2017)
- 1925:
  - Vitus B. Dröscher, niemiecki etolog (zm. 2010)
  - Evan Hunter, amerykański pisarz (zm. 2005)
  - Margeretha Krook, szwedzka aktorka (zm. 2001)
- 1926:
  - Michel Foucault, francuski filozof (zm. 1984)
  - Jean Peters, amerykańska aktorka (zm. 2000)
- 1927:
  - Stefan Dziedzic, polski biegacz narciarski, kombinator norweski, trener, działacz sportowy, polityk, poseł na Sejm PRL (zm. 2006)
  - Tadeusz Głazek, polski botanik (zm. 1997)
  - Raymond Goedert, amerykański duchowny katolicki, biskup pomocniczy Chicago (zm. 2023)
- 1928 – Stanisław Konieczny, polski generał brygady MO (zm. 2000)
- 1929:
  - Hubert Dreyfus, amerykański filozof (zm. 2017)
  - Achsarbek Gałazow, osetyjski polityk, prezydent Osetii Północnej (zm. 2013)
  - Milorad Pavić, serbski pisarz (zm. 2009)
  - Luan Qerimi, albański aktor (zm. 2018)
  - Witold Sobociński, polski operator filmowy (zm. 2018)
- 1930:
  - FM-2030, amerykański koszykarz, filozof, futurolog, transhumanista (zm. 2000)
  - Philippe Leroy, francuski aktor (zm. 2024)
  - Colin McDonald, angielski piłkarz, bramkarz
  - Christian Wiyghan Tumi, kameruński duchowny katolicki, arcybiskup Duali, kardynał (zm. 2021)
- 1931:
  - Francisco Faus, hiszpański duchowny katolicki, poeta, członek prałatury personalnej Opus Dei (zm. 2025)
  - Jerzy Gaździcki, polski naukowiec
  - A.P.J. Abdul Kalam, indyjski inżynier i naukowiec, polityk, prezydent Indii (zm. 2015)
  - Ahmad al-Araki, marokański lekarz, dyplomata, polityk, minister spraw zagranicznych, premier Maroka (zm. 2020)
  - Jerzy Madeyski, polski historyk sztuki, scenarzysta (zm. 2005)
  - Nicola Mancino, włoski prawnik, polityk
- 1932:
  - Jaan Rääts, estoński kompozytor (zm. 2020)
  - Tadeusz Willan, polski pisarz, dziennikarz, działacz społeczny (zm. 2018)
- 1933:
  - Nicky Barnes, amerykański przestępca (zm. 2012)
  - Fabio Fabbri, włoski prawnik, polityk, minister obrony, minister ds. polityki wspólnotowej (zm. 2024)
  - Leonard Peikoff, amerykański filozof pochodzenia kanadyjskiego
- 1934:
  - Slobodan Aligrudić, serbski aktor (zm. 1985)
  - André Henry, francuski polityk
  - Izabella Łaz, polska siatkarka
- 1935:
  - Dana Lerska, polska piosenkarka (zm. 2006)
  - Bobby Joe Morrow, amerykański lekkoatleta, sprinter (zm. 2020)
  - Barry McGuire, amerykański wokalista
  - Richard McTaggart, brytyjski bokser (zm. 2025)
  - Jean Scrivens, brytyjska lekkoatletka, sprinterka
- 1936:
  - Oleg Czernikow, rosyjski szachista, sędzia szachowy (zm. 2015)
  - Edward Harasim, polski polityk, poseł na Sejm PRL (zm. 2022)
  - Antonia Maria Teresa Mirabal, dominikańska działaczka opozycyjna (zm. 1960)
  - Lew Muchin, rosyjski bokser (zm. 1977)
  - Miloslav Petrusek, czeski socjolog, tłumacz, wykładowca akademicki (zm. 2012)
- 1937:
  - Marek Kępiński, polski aktor
  - Shelley Mann, amerykańska pływaczka (zm. 2005)
  - Chesty Morgan, amerykańska aktorka, tancerka pochodzenia polskiego
  - Tatjana Tałyszewa, rosyjska lekkoatletka, skoczkini w dal, płotkarka i sprinterka
- 1938:
  - Wiesław Kondracki, polski inżynier, ekonomista, polityk, poseł na Sejm RP (zm. 2024)
  - Fela Kuti, nigeryjski muzyk, działacz na rzecz praw człowieka (zm. 1997)
  - Jadwiga Skupnik, polska aktorka, pedagog
  - Teresa Tubek, polska lekkoatletka, oszczepniczka
- 1939:
  - Carmelo Bossi, włoski bokser (zm. 2014)
  - Peter Gotti, amerykański boss mafijny (zm. 2021)
  - Willibert Kremer, niemiecki piłkarz, trener (zm. 2021)
  - Telesphore Toppo, indyjski duchowny katolicki, biskup Dumka, arcybiskup Ranchi, kardynał (zm. 2023)
- 1940:
  - Peter Doherty, australijski immunolog, laureat Nagrody Nobla
  - José Goyeneche, hiszpański kolarz szosowy
  - Fanny Howe, amerykańska poetka, prozaiczka (zm. 2025)
  - Mikołaj Lenczewski, polski duchowny prawosławny (zm. 2017)
  - Benno Ohnesorg, niemiecki student (zm. 1967)
  - Edwin Skinner, trynidadzko-tobagijski lekkoatleta, sprinter
  - Wojciech Stec, polski chemik, profesor nauk chemicznych (zm. 2024)
- 1941:
  - Rosie Douglas, dominicki polityk, premier Dominiki (zm. 2000)
  - Ali Khalif Galaid, somalijski polityk, premier Somalii (zm. 2020)
  - Wojciech Ziemba, polski duchowny katolicki, biskup ełcki, arcybiskup metropolita białostocki i warmiński (zm. 2021)
- 1942:
  - Tursunbek Czyngyszew, kirgiski polityk, premier Kirgistanu
  - Jim Leach, amerykański politolog, polityk (zm. 2024)
- 1943:
  - Stanley Fischer, izraelski ekonomista, przedsiębiorca, prezes Banku Izraela (zm. 2025)
  - Penny Marshall, amerykańska aktorka, reżyserka i producentka filmowa (zm. 2018)
- 1944:
  - Sali Berisha, albański lekarz, polityk, prezydent i premier Albanii
  - Claes Cronqvist, szwedzki piłkarz, trener
  - Kay Ivey, amerykańska polityk, gubernator stanu Alabama
  - Teresa Nowelska-Sabalczyk, polska plastyk, malarka, projektantka tkanin artystycznych (zm. 2021)
  - David Trimble, północnoirlandzki prawnik, polityk, laureat Pokojowej Nagrody Nobla (zm. 2022)
- 1945:
  - Juan José Asenjo Pelegrina, hiszpański duchowny katolicki, arcybiskup Sewilli
  - Jadwiga Berak, polska rolnik, polityk, poseł na Sejm RP (zm. 2017)
  - Antonio Cañizares Llovera, hiszpański duchowny katolicki, arcybiskup metropolita Grenady, Toledo i Walencji, prymas Hiszpanii, kardynał
  - Grażyna Kędzielawska, polska reżyserka i scenarzystka filmowa
  - Neofit, bułgarski duchowny prawosławny, metropolita Sofii, patriarcha Bułgarii (zm. 2024)
  - Jim Palmer, amerykański baseballista
  - Wiesław Stasiak, polski polityk, samorządowiec, poseł na Sejm RP
- 1946:
  - Richard Carpenter, amerykański muzyk, kompozytor, wokalista, członek duetu The Carpenters
  - Franciszek Dziedzic, polski duchowny katolicki, historyk sztuki, malarz (zm. 2017)
  - Teresa Jakubowicz, polska biolog (zm. 2019)
  - Ryszard Łukasik, polski inżynier nawigator morski, admirał floty, dowódca Marynarki Wojennej (zm. 2021)
  - Óscar Ojea, argentyński duchowny katolicki, biskup San Isidro
  - Janusz Pietkiewicz, polski impresario, animator kultury, samorządowiec
  - Teresa Zarzeczańska-Różańska, polska pływaczka (zm. 2023)
- 1947:
  - László Fazekas, węgierski piłkarz, trener
  - Jan Niklas, niemiecki aktor
  - János Steinmetz, węgierski piłkarz wodny, bramkarz (zm. 2007)
- 1948:
  - Chris de Burgh, irlandzki piosenkarz, kompozytor
  - Kari Rajamäki, fiński polityk
  - Lindsay Wilson, nowozelandzki wioślarz
- 1949:
  - Claire O’Petit, francuska polityk
  - Stefan Paska, polski aktor
  - Luis Sosa, urugwajski kolarz szosowy
- 1950:
  - Wojciech Krzykała, polski koszykarz, trener
  - Boris Morukow, rosyjski lekarz, kosmonauta (zm. 2015)
  - Jerzy Syryjczyk, polski duchowny katolicki (zm. 2009)
  - Robert Thaler, amerykański aktor
- 1951:
  - Carlos Lage Dávila, kubański polityk
  - Ewa Mikina, polska historyk, krytyk sztuki, tłumaczka (zm. 2012)
  - Hani al-Mulki, jordański polityk, premier Jordanii
  - Abdülkerim Özaydın, turecki historyk
  - Roscoe Tanner, amerykański tenisista
  - Rafajel Wahanian, ormiański szachista
- 1952:
  - Vahid Halilhodžić, bośniacki piłkarz, trener
  - Jadwiga Saganowska, polska lekkoatletka, oszczepniczka
- 1953:
  - Edward Ciągło, polski nauczyciel, polityk, poseł na Sejm RP
  - Betsy Clifford, kanadyjska narciarka alpejska
  - Bogusław Dębski, polski polityk, samorządowiec, wicemarszałek województwa podlaskiego
  - Tito Jackson, amerykański piosenkarz, gitarzysta, członek zespołu The Jackson 5 (zm. 2024)
  - Mirosław Markiewicz, polski samorządowiec, burmistrz Leśnej (zm. 2019)
  - Yllka Mujo, albańska aktorka
  - Günther Oettinger, niemiecki polityk
  - Walter Jon Williams, amerykański pisarz science fiction i fantasy
  - Elżbieta Zawadowska-Kittel, polska scenarzystka filmowa, tłumaczka
- 1954:
  - Milton Estrella, ekwadorski judoka, zapaśnik
  - Jesús Rico García, hiszpański duchowny katolicki, biskup Ávili
  - Waldemar Rajca, polski dziennikarz, publicysta, bloger, polityk, działacz społeczny (zm. 2018)
  - Gabrio Rosa, włoski kierowca wyścigowy
- 1955:
  - Kulbir Bhaura, brytyjski historyk hokeista na trawie pochodzenia indyjskiego
  - Ewa Błaszczyk, polska aktorka, wokalistka
  - Thierry Breton, francuski przedsiębiorca, polityk
  - Víctor Pecci, paragwajski tenisista
  - Francisco Daniel Rivera Sánchez, meksykański duchowny katolicki, biskup pomocniczy archidiecezji meksykańskiej (zm. 2021)
  - Tanya Roberts, amerykańska aktorka, modelka (zm. 2021)
- 1956:
  - Maria da Assunção Esteves, portugalska prawnik, polityk
  - Peter Caruana, gibraltarski polityk
  - Soraya Post, szwedzka polityk pochodzenia żydowsko-romskiego
- 1957:
  - Michael Caton-Jones, brytyjski reżyser filmowy
  - Marco Cornez, chilijski piłkarz (zm. 2022)
  - Yumi Hotta, japońska mangaka
  - Mira Nair, indyjska reżyserka, scenarzystka i producentka filmowa
- 1958:
  - Renée Jones, amerykańska aktorka, modelka
  - Perlat Musta, albański piłkarz, bramkarz, trener
  - Giuseppe Oristânio, brazylijski aktor, reżyser filmowy, telewizyjny i teatralny
  - Andrzej Ruciński, polski przedsiębiorca, polityk, poseł na Sejm RP
  - Gerry Sorensen, kanadyjska narciarka alpejska
- 1959:
  - Stephen Clarke, brytyjski pisarz, dziennikarz
  - Sarah Ferguson, księżna Yorku
  - Andy Holmes, brytyjski wioślarz (zm. 2010)
  - Todd Solondz, amerykański aktor, reżyser i scenarzysta filmowy pochodzenia żydowskiego
- 1960:
  - Osvaldo Escudero, argentyński piłkarz, trener
  - Piotr Golema, polski dyplomata, urzędnik państwowy, dyplomata  (zm. 2023)
  - Michael Lewis, amerykański dziennikarz, pisarz
  - Gene Samuel, trynidadzko-tobagijski kolarz torowy i szosowy
  - Simon Wigg, angielski żużlowiec (zm. 2000)
- 1961:
  - Mikael Appelgren, szwedzki tenisista stołowy
  - Neil Collins, angielski żużlowiec
  - Jerzy Kowalik, polski piłkarz, trener
  - Sławomir Świerzyński, polski wokalista, lider zespołu Bayer Full
  - Jon Uriarte, argentyński siatkarz, trener
- 1962:
  - Susan DeMattei, amerykańska kolarka górska
  - Guy Georges, francuski seryjny morderca
  - Mariella Mularoni, sanmaryńska polityk, kapitan regent San Marino
  - Jarosław Szoda, polski operator i reżyser filmowy
- 1963:
  - Danuta Borsuk, polska aktorka
  - Stanley Menzo, holenderski piłkarz, bramkarz pochodzenia surinamskiego
  - Marzena Wróbel, polska polityk, poseł na Sejm RP
  - Rasim Abuşev, azerski piłkarz
- 1964:
  - Piotr Durka, polski fizyk, wykładowca akademicki
  - Gao Fenglian, chińska judoczka
  - Tadeusz Plawgo, polski lekarz, polityk, poseł na Sejm RP
  - Jadwiga Sadowska, polska lekkoatletka, płotkarka
  - Roberto Vittori, włoski pilot wojskowy, astronauta
  - Megumi Yokota, Japonka porwana przez służby północnokoreańskie (zm. prawdop. 1994)
- 1965:
  - Dariusz Fornalak, polski piłkarz, trener
  - Mirosław Karolczuk, polski samorządowiec, burmistrz Augustowa
  - Dariusz Maciąg, polski generał brygady pilot (zm. 2008)
  - Andrzej Rudy, polski piłkarz
  - Nasser El Sonbaty, amerykański kulturysta pochodzenia egipsko-serbskiego (zm. 2013)
  - Dariusz Sońta, polski polityk, poseł na Sejm RP
- 1966:
  - Roberta Bonanomi, włoska kolarka szosowa
  - Jorge Campos, meksykański piłkarz, bramkarz
  - Bill Charlap, amerykański pianista i kompozytor jazzowy
  - Teresa Folga, polska gimnastyczka, trenerka
  - Jonathan Joseph, amerykański perkusista
- 1967:
  - Richard Cobbing, brytyjski narciarz dowolny
  - Götz Otto, niemiecki aktor
  - Gustavo Zapata, argentyński piłkarz
- 1968:
  - An Han-bong, południowokoreański zapaśnik
  - Carlos Casagrande, brazylijski aktor, model pochodzenia włoskiego
  - Didier Deschamps, francuski piłkarz, trener
  - Jack Du Brul, amerykański pisarz
  - Matteo Garrone, włoski reżyser i scenarzysta filmowy
  - Elżbieta Jędrzejewska, polska aktorka
  - Jyrki 69, fiński wokalista, członek zespołu The 69 Eyes
  - Michał Kwiatkowski, polski gitarzysta, członek zespołu Kazik na Żywo
  - Vanessa Marcil, amerykańska aktorka
- 1969:
  - Vítor Baía, portugalski piłkarz, bramkarz
  - Dominic West, brytyjski aktor
- 1970:
  - Ginuwine, amerykański piosenkarz, autor tekstów, aktor, model
  - Noel Gugliemi, amerykański aktor
  - Saad Bakhit Mubarak, emiracki piłkarz
  - Pernilla Wiberg, szwedzka narciarka alpejska
  - Predrag Zimonjić, serbski piłkarz wodny
- 1971:
  - Sonia Alfano, włoska działaczka antymafijna, polityk, eurodeputowana
  - Jarosław Burdek, polski dziennikarz
  - Pier Luigi Cherubino, hiszpański piłkarz pochodzenia włoskiego
  - Andy Cole, angielski piłkarz
  - Niko Kovač, chorwacki piłkarz, trener
  - Jurij Stiopkin, rosyjski judoka
- 1972:
  - Karla Álvarez, meksykańska aktorka (zm. 2013)
  - Carlos Checa, hiszpański motocyklista wyścigowy
  - Olgierd Geblewicz, polski samorządowiec, marszałek województwa zachodniopomorskiego
  - Kuba Jabłoński, polski perkusista
  - Amrullah Saleh, afgański polityk, prezydent Afganistanu na uchodźstwie
- 1973:
  - Maciej Bartodziejski, polski siatkarz, trener
  - Aleksandr Filimonow, rosyjski piłkarz, bramkarz
  - Maria Hjorth, szwedzka golfistka
- 1974:
  - Simon Böer, niemiecki aktor
  - Ömer Çatkıç, turecki piłkarz, bramkarz
  - Jim Cotter, kanadyjski curler
  - Roxane Gay, amerykańska pisarka, feministka, wykładowczyni akademicka
  - Eligijus Masiulis, litewski polityk
  - Tomasz Piątkowski, polski aktor
  - Siergiej Rublewski, rosyjski szachista, trener
- 1975:
  - Joy Bisco, amerykańska aktorka pochodzenia filipińskiego
  - Michael Brennan, australijski hokeista na trawie
  - Sérgio Dutra Santos, brazylijski siatkarz
  - Akiko Higashimura, japońska mangaka
  - Ria Kataja, fińska aktorka
  - Denys Szmyhal, ukraiński ekonomista, menedżer, polityk, premier Ukrainy
- 1976:
  - Nikołaj Baskow, rosyjski piosenkarz, śpiewak operowy (tenor)
  - Mira Golubović, serbska siatkarka
  - Żaneta Karwat, polska koszykarka
  - Rodrigo Lombardi, brazylijski aktor
  - Duško Pavasovič, słoweński szachista, trener
  - Vanessa Quin, nowozelandzka kolarka górska
  - Assad Sabra, libański terrorysta
  - Karen Shinkins, irlandzka lekkoatletka, sprinterka
- 1977:
  - Florent Boutte, francuski kolarz BMX
  - Michał Chadała, polski siatkarz
  - Troy Elder, australijski hokeista na trawie
  - Gabriela Frycz, polska aktorka
  - David Trezeguet, francuski piłkarz pochodzenia argentyńskiego
- 1978:
  - Boško Balaban, chorwacki piłkarz
  - Ludmiła Bodnijewa, rosyjska piłkarka ręczna
  - Paulina Chylewska, polska dziennikarka i prezenterka telewizyjna
  - Olga Fadiejewa, białorusko-rosyjska aktorka
  - Kenneth Klev, norweski piłkarz ręczny
  - Patricio Urrutia, ekwadorski piłkarz
- 1979:
  - Ľudmila Cervanová, słowacka tenisistka
  - David Heinemeier Hansson, duński programista komputerowy
  - Jo Seok-hwan, południowokoreański bokser
  - Gary Mason, szkocki piłkarz
  - Bartłomiej Nowosielski, polski aktor
  - Paul Robinson, angielski piłkarz, bramkarz
  - Iris Smith, amerykańska zapaśniczka
  - Māris Verpakovskis, łotewski piłkarz
- 1980:
  - Tom Boonen, belgijski kolarz szosowy
  - Carolina Costagrande, włoska siatkarka
  - Ana Hernández, wenezuelska zapaśniczka
  - Maciej Mielcarz, polski piłkarz, bramkarz
  - Siiri Nordin, fińska piosenkarka
- 1981:
  - Dżarrah al-Atiki, kuwejcki piłkarz
  - Francesco Benussi, włoski piłkarz, bramkarz
  - Keyshia Cole, amerykańska piosenkarka, autorka tekstów
  - Jelena Diemientjewa, rosyjska tenisistka
  - Bridgid Isworth, australijska lekkoatletka, tyczkarka
  - Vince Kapcsos, węgierski piłkarz
  - Markku Koski, fiński snowboardzista
  - Brandon Jay McLaren, kanadyjski piłkarz
  - Yu Tao, chiński piłkarz
  - Radoslav Židek, słowacki snowboardzista
- 1982:
  - An Yong-kwon, południowokoreański sztangista
  - Tamás Decsi, węgierski szablista
  - Melitón Hernández, meksykański piłkarz, bramkarz
  - Yōko Maki, japońska aktorka
  - Matías Oyola, ekwadorski piłkarz pochodzenia argentyńskiego
  - Saif Saaeed Shaheen, katarski lekkoatleta, długodystansowiec pochodzenia kenijskiego
  - Nathalie Viérin, włoska tenisistka
  - Kirsten Wild, holenderska kolarka szosowa i torowa
- 1983:
  - André Alves, brazylijski piłkarz
  - Tom Boardman, brytyjski kierowca wyścigowy
  - Andreas Ivanschitz, austriacki piłkarz
  - Bruno Senna, brazylijski kierowca wyścigowy
- 1984:
  - Iwo Angełow, bułgarski zapaśnik
  - Hanna Bujadży, ukraińska prawnik, polityk
  - Asmir Kolašinac, serbski lekkoatleta, kulomiot
  - Sławomir Koszuta, polski pilot rajdowy
  - Andreas Lambertz, niemiecki piłkarz
  - Lucie Mühlsteinová, czeska siatkarka
  - Chris Olivero, amerykański aktor
  - Cristian Oros, rumuński piłkarz
  - Elize Ryd, szwedzka wokalistka, tancerka, członkini zespołów Amaranthe i Dreamstate
  - Łukasz Talik, polski aktor, lektor, piosenkarz, gitarzysta, autor tekstów
  - Dacian Varga, rumuński piłkarz
  - Johan Voskamp, holenderski piłkarz
  - Jessie Ware, brytyjska piosenkarka, autorka tekstów
- 1985:
  - Arron Afflalo, amerykański koszykarz
  - Karolina Kowalkiewicz, polska zawodniczka sportów walki
  - Beata Mikołajczyk, polska kajakarka
  - Louise Trappitt, nowozelandzka wioślarka
- 1986:
  - Karolina Gniadek, polska wioślarka
  - Carlo Janka, szwajcarski narciarz alpejski
  - Marcel de Jong, kanadyjski piłkarz pochodzenia holenderskiego
  - Marie Sebag, francuska szachistka
- 1987:
  - Serge Akakpo, togijski piłkarz
  - Andrej Bahdanowicz, białoruski kajakarz, kanadyjkarz
  - Scoop DeVille, amerykański producent muzyczny
  - Nikołaj Dimitrow, bułgarski piłkarz
  - Petra Granlund, szwedzka pływaczka
  - Happy Hall, bahamski piłkarz
  - Ana Jerasimu, grecka tenisistka
  - Jesse Levine, kanadyjski tenisista
- 1988:
  - Trent Dalzell, australijski aktor
  - Megan Hodge-Easy, amerykańska siatkarka
  - Dominique Jones, amerykański koszykarz
  - Felipe Mattioni, brazylijski piłkarz
  - Imane Merga, etiopski lekkoatleta, długodystansowiec
  - Mesut Özil, niemiecki piłkarz pochodzenia tureckiego
  - Genny Caterina Pagliaro, włoska sztangistka
- 1989:
  - Yancy Gates, amerykański koszykarz
  - Anthony Joshua, brytyjski bokser
  - Ola Kamara, norweski piłkarz pochodzenia sierraleońskiego
  - Charalambos Kiriaku, cypryjski piłkarz
  - Delfina Merino, argentyńska hokeistka na trawie
  - Aisling Tucker Moore-Reed, amerykańska pisarka, dziennikarka, zabójczyni
  - Alen Pamić, chorwacki piłkarz (zm. 2013)
  - Denis Popović, słoweński piłkarz
  - Ivan Quintans, liechtensteiński piłkarz
  - Adam Waczyński, polski koszykarz
- 1990:
  - Lewan Kakubawa, gruziński piłkarz
  - Lee Se-yeol, południowokoreański zapaśnik
  - Johannes Lochner, niemiecki bobsleista
- 1991:
  - Tyreek Duren, amerykański koszykarz
  - Charlotte Hope, brytyjska aktorka
  - Piotr Mazur, polski kajakarz
  - Brock Nelson, amerykański hokeista
  - Bauyrżan Turysbek, kazachski piłkarz
  - Jesús Valentín, hiszpański piłkarz
- 1992:
  - Alejandro Fernández, hiszpański piłkarz
  - Mike van der Hoorn, holenderski piłkarz
  - Nemanja Mitrović, słoweński piłkarz
- 1993:
  - Ronnie Baker, amerykański lekkoatleta, sprinter
  - Richaun Holmes, amerykański koszykarz
  - Alícia Homs Ginel, hiszpańska polityk, eurodeputowana
  - Artiom Surkow, rosyjski zapaśnik
- 1994:
  - Hamza Barry, gambijski piłkarz
  - Hossein Vafaei, irański snookerzysta
- 1995:
  - William Brent, amerykański aktor
  - Lena Klenke, niemiecka aktorka
  - Jakob Pöltl, austriacki koszykarz
- 1996:
  - Yemaneberhan Crippa, włoski lekkoatleta, średnio- i długodystansowiec pochodzenia etiopskiego
  - Anastasia Guerra, włoska siatkarka
  - Jazmine Jones, amerykańska koszykarka
  - Lee Jae-yeong, południowokoreańska siatkarka
  - Charly Musonda, belgijski piłkarz pochodzenia zambijskiego
- 1997:
  - Arella Guirantes, portorykańska koszykarka
  - Jarl Magnus Riiber, norweski skoczek narciarski, kombinator norweski
  - Andreja Slokar, słoweńska narciarka alpejska
- 1998:
  - Muhamad Ikromov, tadżycki zapaśnik
  - Jonna Luthman, szwedzka narciarka alpejska
  - Alonso Martínez, kostarykański piłkarz
  - Giovanna Pedroso, brazylijska skoczkini do wody
  - Michael Svoboda, austriacki piłkarz
- 1999:
  - Bailee Madison, amerykańska aktorka
  - Karan Mor, indyjski zapaśnik
  - Marko Simonović, czarnogórski koszykarz
  - Ben Woodburn, walijski piłkarz
- 2004 – Anri Kawamura, japońska narciarka dowolna
- 2005 – Christian, książę Danii

## Zmarli
- 898 – Lambert II, książę Spoleto, król Włoch, cesarz rzymski (ur. ok. 880)
- 912 – Abdallah ibn Muhammad, emir Kordoby (ur. 842)
- 961 – Abd ar-Rahman III, emir i kalif Kordoby (ur. 889)
- 1002 – Henryk Wielki, książę Burgundii (ur. ok. 946)
- 1080 – Rudolf, książę Szwabii (ur. ok. 1025)
- 1243 – Jadwiga, księżna śląska, święta (ur. ok. 1178–80)
- 1272 – Annibale Annibaldi, włoski kardynał (ur. ?)
- 1385 – Dionizy I, metropolita kijowski, święty prawosławny (ur. 1300)
- 1389 – Urban VI, papież (ur. ok. 1318)
- 1444 – Niccolò Piccinino, włoski kondotier (ur. 1386)
- 1475 – Teodozjusz, rosyjski duchowny prawosławny, metropolita Moskwy i całej Rusi (ur. ?)
- 1496 – Gilbert de Bourbon-Montpensier, hrabia Montpensier, delfin Owernii (ur. 1443)
- 1536 – Germaine de Foix, królowa Aragonii (ur. 1488)
- 1550 – (lub 10 października) Georg Pencz, niemiecki malarz, grafik (ur. ok. 1500)
- 1564 – Andreas Vesalius, flamandzki anatom (ur. 1514)
- 1571 – Hiob Praÿetfuess, polski wojskowy, architekt pochodzenia holenderskiego (ur. ?)
- 1573 – (lub 13 września) Piotr z Goniądza, polski duchowny katolicki, następnie pastor, pisarz i teolog protestancki, autor pierwszych dzieł w języku polskim, założyciel i przywódca braci polskich (ur. ok. 1530)
- 1584:
  - Walenty Dembiński, polski szlachcic, polityk (ur. ok. 1504)
  - Michał Wiśniowiecki, polski magnat, polityk (ur. 1529)
- 1586 – Elżbieta Oldenburg, księżniczka duńska, księżna meklemburska (ur. 1524)
- 1589 – Jacopo Zabarella, włoski filozof, logik (ur. 1533)
- 1611 – Jan Piotr Sapieha, polski szlachcic, dowódca wojskowy, polityk (ur. 1569)
- 1627 – Gonzalo López de Ocampo, hiszpański duchowny katolicki, arcybiskup limski i prymas Peru (ur. 1572)
- 1657 – (data pogrzebu) Hendrick Gerritsz. Pot, holenderski malarz (ur. ok. 1580)
- 1676 – Simon de Vos, flamandzki malarz (ur. 1603)
- 1690:
  - Adam Frans van der Meulen, flamandzki malarz, projektant gobelinów (ur. 1632)
  - Juan de Valdés Leal, hiszpański malarz (ur. 1622)
- 1702 – Frances Teresa Stewart, angielska arystokratka (ur. 1647)
- 1710 – Jerónimo Secano, hiszpański malarz, rzeźbiarz (ur. przed 1638)
- 1715 – Humphry Ditton, angielski matematyk (ur. 1675)
- 1723 – Adolf Magnus Hoym, saski tajny radca, polityk, przedsiębiorca (ur. 1668)
- 1770 – Fryderyk August Cosel, polski hrabia, generał (ur. 1712)
- 1779 – Frederik Løvenørn, duński arystokrata, dowódca wojskowy, tłumacz (ur. 1715)
- 1794 – Giacomo Durazzo, włoski dyplomata, dyrektor teatralny (ur. 1717)
- 1796 – Józef Epifani Minasowicz, polski wydawca, poeta, publicysta, redaktor (ur. 1718)
- 1804 – Antoine Baumé, francuski chemik, farmaceuta (ur. 1728)
- 1810 – Alfred Moore, amerykański prawnik (ur. 1755)
- 1817:
  - Johann Ludwig Burckhardt, szwajcarski podróżnik, orientalista (ur. 1784)
  - Tadeusz Kościuszko, polski inżynier wojskowy, fortyfikator, polski i amerykański generał, Najwyższy Naczelnik Siły Zbrojnej Narodowej w czasie insurekcji kościuszkowskiej, uczestnik wojny o niepodległość USA (ur. 1746)
- 1820:
  - Felix de Andreis, amerykański duchowny katolicki pochodzenia włoskiego, Sługa Boży (ur. 1778)
  - Karl Philipp Schwarzenberg, austriacki feldmarszałek (ur. 1771)
- 1824 – Romuald Tadeusz Giedroyć, polski książę, generał dywizji, wolnomularz (ur. 1750)
- 1829 – George Dawe, brytyjski malarz (ur. 1781)
- 1833 – Michał Kleofas Ogiński, polski kompozytor, podskarbi wielki litewski, miecznik wielki litewski, książę (ur. 1765)
- 1838 – Letitia Elizabeth Landon, brytyjska pisarka, poetka, dziennikarka (ur. 1802)
- 1857 – José Manuel Pasquel, peruwiański duchowny katolicki, arcybiskup metropolita limski i prymas Peru (ur. 1793)
- 1858 – Carl Gustaf Mosander, szwedzki chemik (ur. 1797)
- 1861 – Feliks Radwański, polski malarz, architekt (ur. 1789)
- 1863 – George Henry Durrie, amerykański malarz (ur. 1820)
- 1865 – Andrés Bello, wenezuelski pisarz, polityk (ur. 1781)
- 1866 – Stanisław Lilpop, polski przemysłowiec, konstruktor (ur. 1817)
- 1867 – Louis Bautain, francuski teolog, filozof (ur. 1796)
- 1869 – Bernard Vacqueret, francuski major, nauczyciel (ur. 1789)
- 1870 – Henryk Emanuel Glücksberg, polski dziennikarz, księgarz, urzędnik pochodzenia żydowskiego (ur. 1802)
- 1872 – Handrij Zejler, łużycki duchowny ewangelicki, poeta, badacz folkloru (ur. 1804)
- 1873 – Maciej Józef Kapuściński, polski lekarz, uczestnik powstania listopadowego (ur. 1811)
- 1874 – Daniel Neufeld, polski pedagog, pisarz, publicysta, działacz asymilacyjny pochodzenia żydowskiego (ur. 1814)
- 1889 – Daniel Gooch, brytyjski inżynier, pionier kolejnictwa, polityk (ur. 1816)
- 1891 – William Henry Fitzhugh Lee, amerykański generał, polityk (ur. 1837)
- 1893 – John Lewis Thomas Jr., amerykański prawnik, polityk (ur. 1835)
- 1898 – Franciszek Czarnomski, polski rolnik, gleboznawca, wykładowca akademicki (ur. 1852)
- 1899 – Johann Nepomuk Fuchs, austriacki kompozytor, dyrygent (ur. 1842)
- 1900:
  - Zdeněk Fibich, czeski kompozytor (ur. 1850)
  - Artur Stępiński, polski inżynier dróg i mostów, działacz emigracyjny, pedagog (ur. 1839)
- 1904 – Jerzy I Wettyn, król Saksonii (ur. 1832)
- 1907 – Andreas Steinhuber, niemiecki kardynał, wysoki urzędnik Kurii Rzymskiej (ur. 1824)
- 1908:
  - Ignacy Poznański, polski przemysłowiec pochodzenia żydowskiego (ur. 1852)
  - Franciszek Rajkowski, polski lekarz, działacz społeczny (ur. 1848)
- 1910 – Stanley Ketchel, amerykański bokser pochodzenia polskiego (ur. 1886)
- 1912:
  - Alphonse Lemerre, francuski wydawca, księgarz (ur. 1838)
  - Ludwika Radziejewska, polska wydawczyni, działaczka społeczna i oświatowa (ur. 1843)
- 1913:
  - Walter Rutherford, brytyjski golfista (ur. 1857)
  - Fajsal ibn Turki, sułtan Maskatu i Omanu (ur. 1864)
- 1914 – Tycho von Wilamowitz-Moellendorff, niemiecki filolog klasyczny, żołnierz (ur. 1885)
- 1915:
  - Oskar Hoßfeld, niemiecki architekt (ur. 1848)
  - Paul Scheerbart, niemiecki pisarz, rysownik (ur. 1863)
  - Stanisław Szumski, polski chorąży Legionów Polskich (ur. 1895)
- 1916 – Wiktor Czarnecki, polski hrabia, prawnik, historyk (ur. 1850)
- 1917:
  - Walery Gromadzki, polski duchowny katolicki, zesłaniec (ur. 1835)
  - Mata Hari, holenderska tancerka (ur. 1876)
- 1918:
  - Johnny Aitken, amerykański kierowca wyścigowy (ur. 1885)
  - Alfred Ajnenkiel, polski działacz robotniczy (ur. 1892)
  - Shirdi Sai Baba, indyjski mistrz duchowy (ur. ok. 1838)
  - William Phillips, walijski rugbysta, sędzia i działacz sportowy (ur. 1855)
- 1920 – Duncan MacDougall, amerykański lekarz (ur. 1866)
- 1921 – Emmanuel van den Bosch, belgijski duchowny katolicki, misjonarz, biskup Lahaur, arcybiskup Agry (ur. 1854)
- 1922 – Sydir Twerdochlib, ukraiński poeta, tłumacz, polityk (ur. 1886)
- 1924 – Albert Alexander Blakeney, amerykański polityk (ur. 1850)
- 1926:
  - Czesław Czypicki, polski prawnik, działacz społeczny i polityczny (ur. 1855)
  - Chris Hooijkaas, holenderski żeglarz sportowy, przedsiębiorca (ur. 1861)
  - Piotr Szadkowski, polski plutonowy (ur. 1898)
- 1929:
  - Léon Delacroix, belgijski polityk, premier Belgii (ur. 1867)
  - Raymond Charles Péré, francuski architekt (ur. 1854)
  - Leopold Wasilkowski, polski rzeźbiarz (ur. 1865/66)
- 1930:
  - Herbert Henry Dow, amerykański przemysłowiec, przedsiębiorca, chemik, wynalazca (ur. 1866)
  - Albert Grisar, belgijski żeglarz sportowy (ur. 1870)
- 1931:
  - Salomon Biber, polski dziennikarz, pisarz pochodzenia żydowskiego (ur. 1875)
  - Laura Zejdowska, polska aktorka (ur. 1867)
- 1932 – Zbigniew Wlassics, polski architekt, inżynier budowlany (ur. 1886)
- 1933 – Inazō Nitobe, japoński ekonomista, dyplomata, polityk (ur. 1862)
- 1934:
  - Sydney Buxton, brytyjski arystokrata, polityk (ur. 1853)
  - Raymond Poincaré, francuski polityk, premier i prezydent Francji (ur. 1860)
- 1936:
  - Narcyz Basté Basté, hiszpański jezuita, męczennik, błogosławiony (ur. 1866)
  - Karl Friedrich Küstner, niemiecki astronom (ur. 1856)
- 1937:
  - Jordan Jowkow, bułgarski pisarz (ur. 1880)
  - Eino Sandelin, fiński żeglarz sportowy (ur. 1864)
  - Mysterious Billy Smith, kanadyjski bokser (ur. 1871)
  - Arthur Zborzil, austriacki tenisista (ur. 1885)
- 1938:
  - Kazimierz Lewandowski, polski lekarz, poeta, prozaik, dramaturg (ur. 1869)
  - Tadeusz Reger, polski polityk, prezes Rady Narodowej Księstwa Cieszyńskiego (ur. 1872)
- 1939 – Robert Haab, szwajcarski polityk, prezydent Szwajcarii (ur. 1865)
- 1940:
  - Lluís Companys, kataloński prawnik, polityk (ur. 1882)
  - Karl Uchermann, norweski malarz, ilustrator (ur. 1855)
- 1941:
  - Władysław Abraham, polski prawnik, wykładowca akademicki (ur. 1860)
  - Osyp Kohut, ukraiński adwokat, działacz społeczny, polityk, poseł na Sejm RP (ur. 1891)
- 1942:
  - Adam Bieńkowski, polski rotmistrz (ur. 1892)
  - Halina Bretsznajder, polska harcerka, oficer AK (ur. 1905)
  - Izydor Koszykowski, polski działacz komunistyczny i związkowy (ur. 1901)
  - Władysław Miegoń, polski duchowny katolicki, kapelan Marynarki Wojennej, błogosławiony (ur. 1892)
- 1943:
  - Chamit Agliullin, radziecki starszy sierżant (ur. 1919)
  - Petro Bujko, ukraiński urolog, ginekolog, wykładowca akademicki (ur. 1895)
  - Emil Dziedzic, polski prozaik, poeta, działacz ludowy i komunistyczny (ur. 1914)
  - Manszuk Mamietowa, radziecka starszy sierżant gwardii (ur. 1922)
  - Sofja Magariłł, radziecka aktorka (ur. 1900)
- 1944 – Iwan Zacharkin, radziecki generał pułkownik (ur. 1889)
- 1945:
  - Pierre Laval, francuski polityk, premier Francji, kolaborant (ur. 1883)
  - Jerzy Piaskowski, polski porucznik (ur. 1900)
- 1946 – Hermann Göring, niemiecki pilot wojskowy, polityk, działacz nazistowski, feldmarszałek minister lotnictwa, zbrodniarz wojenny (ur. 1893)
- 1947 – Karol Geyer, polski fabrykant pochodzenia niemieckiego (ur. 1890)
- 1948:
  - Ester Blenda Nordström, szwedzka dziennikarka, pisarka (ur. 1891)
  - Sulejman Vuçitërna, albański pułkownik, polityk (ur. 1898)
- 1949:
  - Karl Behr, amerykański tenisista (ur. 1885)
  - Max Berek, niemiecki naukowiec, specjalista w zakresie optyki aparatów fotograficznych (ur. 1888)
  - Elmer Clifton, amerykański aktor, reżyser i scenarzysta filmowy (ur. 1890)
  - Aníbal Médicis Candiota, brazylijski piłkarz (ur. 1900)
  - László Rajk, węgierski działacz komunistyczny (ur. 1909)
- 1950:
  - Stanisław Frasiak, polski malarz (ur. 1897)
  - Alaster McDonnell, irlandzki rugbysta (ur. 1867)
  - Misia Sert, polsko-francuska protektorka artystów (ur. 1872)
  - Gawriił Zaszychin, radziecki generał pułkownik (ur. 1898)
- 1951:
  - Arnold Busch, niemiecki malarz, grafik (ur. 1876)
  - Władysław Gęborek, polski górnik, związkowiec, polityk, poseł na Sejm Ustawodawczy (ur. 1887)
- 1952 – Stanisław Bodniak, polski historyk, wykładowca akademicki (ur. 1897)
- 1953:
  - Georg von und zu Franckenstein, austriacki dyplomata (ur. 1878)
  - Helene Mayer, niemiecka florecistka pochodzenia żydowskiego (ur. 1910)
- 1954 – Antoni Karol Plamitzer, polski inżynier mechaniki i budownictwa, wykładowca akademicki (ur. 1889)
- 1955:
  - Fumio Hayasaka, japoński kompozytor (ur. 1914)
  - Maria Płonowska, polska malarka (ur. 1878)
- 1956 – Stanisław Piro, polski major artylerii (ur. 1892)
- 1957:
  - Väinö Liikkanen, fiński biegacz narciarski (ur. 1903)
  - Henry van de Velde, belgijski malarz, architekt, projektant mebli i wnętrz (ur. 1863)
- 1958:
  - John Hamilton, amerykański aktor (ur. 1887)
  - Robert Żłobikowski, polski farmaceuta, fotograf (ur. 1876)
- 1959:
  - Stepan Bandera, ukraiński polityk nacjonalistyczny (ur. 1909)
  - Lipót Fejér, węgierski matematyk pochodzenia żydowskiego (ur. 1880)
- 1960 – Jerzy Horecki, polski aktor (ur. 1924)
- 1961:
  - Ángel Chiesa, argentyński piłkarz (ur. 1902)
  - John Joseph Mitty, amerykański duchowny katolicki, arcybiskup metropolita San Francisco (ur. 1884)
- 1963 – Elizabeth DuBois, amerykańska łyżwiarka szybka (ur. 1912)
- 1964 – Cole Porter, amerykański kompozytor (ur. 1891)
- 1965 – Abraham Fraenkel, niemiecko-izraelski matematyk, wykładowca akademicki (ur. 1891)
- 1967:
  - Luigi Meroni, włoski piłkarz (ur. 1943)
  - Kostiantyn Skrypczenko, ukraiński piłkarz, trener (ur. 1915)
- 1968 – Franz Beyer, niemiecki prawnik, generał, policjant (ur. 1892)
- 1969:
  - Márton Homonnai, węgierski piłkarz wodny (ur. 1906)
  - Rod La Rocque, amerykański aktor (ur. 1898)
  - Stanisław Maria Saliński, polski pisarz, dziennikarz (ur. 1902)
  - Abdirashid Ali Shermarke, somalijski polityk, premier i prezydent Somalii (ur. 1919)
  - Żakypbek Żangozin, kazachski polityk komunistyczny (ur. 1913)
- 1970:
  - Bogdan Cybulski, polski architekt (ur. 1921)
  - Stanisław Janusz, polski polityk, poseł na Sejm RP i PRL, wicepremier (ur. 1890)
  - Avanti Martinetti, włoski kolarz szosowy i torowy (ur. 1904)
  - Janina Morawska, polska pisarka (ur. 1897)
  - Nasruddin Murat-Khan, rosyjsko-pakistański architekt (ur. 1904)
- 1971 – Bronisław Witkowski, polski saneczkarz (ur. 1899)
- 1973 – Andrew Wilson, szkocki piłkarz (ur. 1896)
- 1974 – Josyp Lifszyć, ukraiński piłkarz, trener pochodzenia żydowskiego (ur. 1914)
- 1976:
  - Zygmunt Bończa-Tomaszewski, polski aktor, reżyser (ur. 1905)
  - Carlo Gambino, amerykański gangster pochodzenia włoskiego (ur. 1902)
- 1977 – Birger Rosengren, szwedzki piłkarz (ur. 1917)
- 1978:
  - Cordy Milne, amerykański żużlowiec (ur. 1914)
  - Eugene Smith, amerykański fotograf, dziennikarz (ur. 1918)
- 1980:
  - Michaił Ławrientjew, radziecki matematyk, mechanik (ur. 1900)
  - Alexander Mach, słowacki polityk (ur. 1902)
- 1981 – Nikołaj Morozow, rosyjski piłkarz, trener (ur. 1916)
- 1983:
  - Leon Adamowski, polski polityk, poseł na Sejm PRL (ur. 1911)
  - Pat O’Brien, amerykański aktor (ur. 1899)
- 1984:
  - Henry Liu, tajwański pisarz, dziennikarz (ur. 1932)
  - Paolo Marella, włoski kardynał, nuncjusz apostolski (ur. 1895)
- 1985 – Max Zaslofsky, amerykański koszykarz, trener pochodzenia żydowskiego (ur. 1925)
- 1987:
  - Thomas Donnellan, amerykański duchowny katolicki, arcybiskup metropolita Atlanty (ur. 1914)
  - Gabriele Salviati, włoski lekkoatleta, sprinter (ur. 1910)
  - Thomas Sankara, burkiński polityk, prezydent Burkiny Faso (ur. 1949)
- 1988 – Kaikhosru Shapurji Sorabji, brytyjski kompozytor, krytyk muzyczny, pianista, pisarz pochodzenia indyjskiego (ur. 1892)
- 1989:
  - Danilo Kiš, serbski pisarz (ur. 1935)
  - Michał Rola-Żymierski, polski dowódca wojskowy, polityk, marszałek Polski, członek PKWN, minister obrony narodowej (ur. 1890)
- 1990:
  - Tibor Berczelly, węgierski szablista, florecista (ur. 1912)
  - Delphine Seyrig, francuska aktorka (ur. 1932)
- 1991:
  - Jerzy Gruba, polski generał brygady MO (ur. 1935)
  - John Scoville Hall, amerykański astronom (ur. 1908)
- 1993:
  - Stanisław Kielich, polski fizyk (ur. 1925)
  - Dan Turèll, duński poeta (ur. 1946)
- 1994:
  - George Meader, amerykański polityk (ur. 1907)
  - Bogusław Stokowski, polski aktor (ur. 1938)
- 1999:
  - Josef Burg, izraelski rabin, polityk (ur. 1909)
  - Bogdan Kroll, polski historyk, archiwista (ur. 1928)
- 2000 – Konrad Bloch, niemiecko-amerykański biochemik pochodzenia żydowskiego, laureat Nagrody Nobla (ur. 1912)
- 2001 – Krystyna Dobrowolska, polska reżyserka i scenarzystka filmowa, pisarka (ur. 1918)
- 2002 – Andrzej Tymowski, polski socjolog (ur. 1922)
- 2003:
  - Antonín Liška, czeski duchowny katolicki, biskup czeskobudziejowicki (ur. 1924)
  - Maryna Okęcka-Bromkowa, polska dziennikarka (ur. 1922)
- 2005:
  - Giuseppe Caprio, włoski kardynał (ur. 1914)
  - Jason Collier, amerykański koszykarz (ur. 1977)
- 2006 – Eddie Blay, ghański bokser (ur. 1937)
- 2007:
  - Jan Kaszuba, polski przedsiębiorca, działacz polonijny (ur. 1921)
  - Bobby Mauch, amerykański aktor (ur. 1921)
- 2008:
  - Fazıl Hüsnü Dağlarca, turecki pisarz (ur. 1914)
  - Rodney Odom, amerykański koszykarz (ur. 1970)
  - Anatol Potemkowski, polski pisarz, satyryk (ur. 1921)
- 2010:
  - Viktor Bruçeti, albański aktor (ur. 1938)
  - Zofia Morawska, polska działaczka społeczna (ur. 1904)
  - Eugeniusz Wróbel, polski urzędnik państwowy, polityk (ur. 1951)
- 2011 – Pierre Mamboundou, gaboński polityk (ur. 1946)
- 2012:
  - Claude Cheysson, francuski polityk, dyplomata (ur. 1920)
  - Vladimir Čonč, chorwacki piłkarz (ur. 1928)
  - Norodom Sihanouk, król Kambodży (ur. 1922)
- 2013:
  - Sean Edwards, monakijski kierowca wyścigowy (ur. 1986)
  - Jerzy Gaczek, polski pianista (ur. 1911)
  - Gloria Lynne, amerykańska piosenkarka jazzowa (ur. 1929)
  - Hans Riegel, niemiecki przedsiębiorca (ur. 1923)
  - Olga Zienkiewicz, polska tłumaczka (ur. 1955)
- 2014:
  - Marie Dubois, francuska aktorka (ur. 1937)
  - Graham Miles, angielski snookerzysta (ur. 1941)
  - Włodzimierz Lech Puchnowski, polski akordeonista, założyciel Warszawskiego Kwintetu Akordeonowego (ur. 1932)
  - Giovanni Reale, włoski historyk filozofii (ur. 1931)
- 2015 – Nate Huffman, amerykański koszykarz (ur. 1975)
- 2016:
  - Sidney Boldt-Christmas, szwedzki żeglarz sportowy (ur. 1924)
  - Teodor Laço, albański pisarz, scenarzysta filmowy, polityk (ur. 1936)
  - Marian Machura, polski organista, kompozytor (ur. 1933)
- 2017:
  - Jerzy Wichłacz, polski piłkarz (ur. 1959)
  - Jerzy Wysokiński, polski dziennikarz, wydawca (ur. 1932)
- 2018:
  - Paul Allen, amerykański przedsiębiorca (ur. 1953)
  - Eugeniusz Kamiński, polski aktor (ur. 1931)
  - Ramón Darío Molina Jaramillo, kolumbijski duchowny katolicki, biskup Neiva (ur. 1935)
  - Arto Paasilinna, fiński dziennikarz, pisarz (ur. 1942)
  - Andrzej Wyrobisz, polski historyk (ur. 1931)
- 2019:
  - Tamara Buciuceanu, rumuńska aktorka (ur. 1929)
  - Halina Tomaszewska-Lenkiewicz, polska siatkarka (ur. 1929)
- 2020:
  - Antonio Algora, hiszpański duchowny katolicki, biskup Ciudad Real (ur. 1940)
  - Danił Chalimow, kazachski zapaśnik (ur. 1978)
  - Sonja Edström, szwedzka biegaczka narciarska (ur. 1930)
  - Janusz Ryl-Krystianowski, polski lalkarz, reżyser teatralny (ur. 1943)
  - Jole Santelli, włoska prawnik, samorządowiec, polityk, prezydent Kalabrii (ur. 1968)
- 2021:
  - Paweł Nowisz, polski aktor (ur. 1940)
  - Miguel de Oliveira, brazylijski bokser (ur. 1947)
  - Gerd Ruge, niemiecki dziennikarz, reportażysta, pisarz (ur. 1928)
- 2022 – Abu al-Hasan al-Haszimi al-Kuraszi, iracki terrorysta, kalif Państwa Islamskiego (ur. 1980)
- 2023:
  - Francisc Balla, rumuński zapaśnik (ur. 1932)
  - Tod Brown, amerykański duchowny katolicki, biskup Boise City i Orange (ur. 1936)
  - Edward Motyl, polski lekkoatleta, długodystansowiec, trener (ur. 1938)
  - Suzanne Somers, amerykańska aktorka (ur. 1946)
- 2024:
  - Allen Emerson, amerykański informatyk, laureat Nagrody Turinga (ur. 1954)
  - Witold Kruczek, polski fizyk, tłumacz, wykładowca akademicki, uczestnik powstania warszawskiego (ur. 1922)
  - Tadeusz Kulig, polski duchowny katolicki, kanonik (ur. 1927)
  - Jean-Jacques N’Domba, kongijski piłkarz (ur. 1960)
  - Jacek Piszczek, polski biolog, publicysta (ur. 1956)
  - Henryk Suchora, polski rolnik, polityk, poseł na Sejm RP (ur. 1951)
  - Leszek Szaruga, polski poeta, prozaik, tłumacz (ur. 1946)